# コグニティブ・コンピュータ
コグニティブ・コンピュータは、人間の脳の動作を厳密に再現する集積回路に人工知能と機械学習アルゴリズムを布線論理するコンピュータである。通常、ニューロモルフィック・エンジニアリングアプローチを採用しており、 同義語にはニューロモルフィック・チップやコグニティブ・チップなどが挙げられる。
2023年、IBMのNorthPole概念実証チップは、画像認識において最高水準の性能を達成した。 
2013年、IBMはニューラル・ネットワークと深層学習技術を使用して実装されたコグニティブ・コンピュータであるWatsonを開発した。翌年、同社は従来のコンピュータで使用されているフォン・ノイマン・アーキテクチャよりも構造が人間の脳に近いように設計されている、2014年式TrueNorthマイクロチップ・アーキテクチャを開発した。2017年にはインテルも2018年には大学や研究室が利用できるようにする予定だった、コグニティブ・チップのインテル版である「Loihi」を同様に公表した。インテル（特にPohoiki BeachおよびSpringsシステム)、クアルコムおよびその他が、ニューロモルフィック・プロセッサを着実に改良している。

## IBM TrueNorthチップ

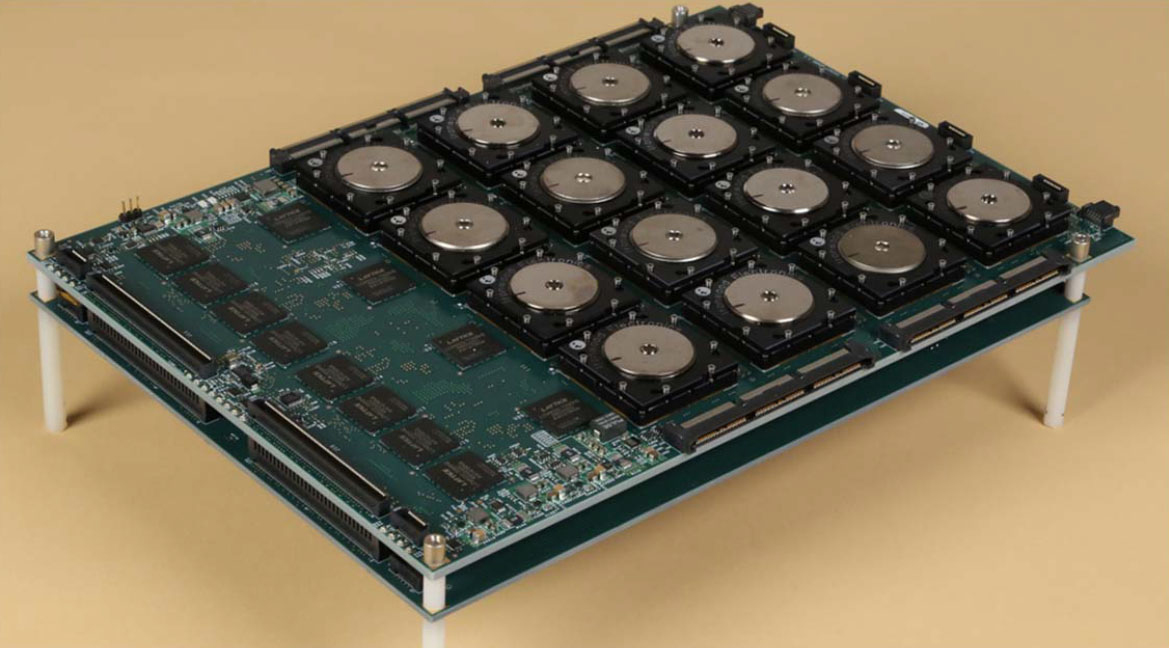
TrueNorthチップ16基を搭載するDARPAのSyNAPSE基板

TrueNorthはIBMによって2014年に製造されたニューロモルフィックCMOS集積回路である。これは（4096個のコアを備えた）メニーコア・プロセッサ・ネットワーク・オン・チップ設計であり、各1コアつき256個のプログラム可能な模擬ニューロンを、合計で100万個をわずかに超えるニューロンを持つ。同様に、各ニューロンはニューロン間の信号を伝達する256個のプログラム可能な「シナプス」を持つ。したがって、プログラム可能なシナプスの総数は2億6800万（228）をわずかに超えることになる。基本的なトランジスタ数は54億個である。

### 詳細
メモリ、計算、そして通信は4096個のニューロシナプス・コアのそれぞれで処理されるため、TrueNorthはフォン・ノイマン=アーキテクチャのボトルネックを回避し、そして非常にエネルギー効率が高く、IBMの主張によれば従来マイクロプロセッサ比で、消費電力が70ミリワット、そして電力密度が1万分の1であるとした。SyNAPSEチップは計算に必要な電力のみを消費するため、より低い温度と電力で動作する。スキルミオンがチップ上のシナプスのモデルとして提案されている。
ニューロンは漏れ積分発火モデルを簡略化した、線形漏れ積分発火（Linear-Leak Integrate-and-Fire：LLIF）モデルを使用してエミュレートされる。
IBMによると、これにはクロックはなく、一進数で動作し最大19ビットまでカウントすることによって計算する。言及されているコアは（非）同期ロジックの両方を使用するイベント駆動型であり、かつ非同期パケット交換型メッシュ・ネットワーク・オン・チップ（NoC）を通じて相互接続されている。
IBMはTrueNorthをプログラムして使用するための新しいネットワークを開発した。これにはシミュレータ、新しいプログラミング言語、統合プログラミング環境、そしてライブラリさえも含まれていた。この以前の技術（C++コンパイラなど）との後方互換性の欠如は深刻なベンダーロックインリスクと、将来の商業化を妨げる可能性のあるその他の悪影響をもたらす。

### 研究
2018年、マスター・コンピュータにネットワーク接続されたTrueNorthのクラスタが、シーン内で急速に移動するオブジェクトの奥行きを抽出することを試みるステレオ・ビジョン研究に使用された。

## IBM NorthPoleチップ
2023年、IBMはメモリ・オンチップと演算処理を絡み合わせることによって劇的に性能を改善し、結果フォン・ノイマン・ボトルネックを抹殺する概念実証であるNorthPoleチップをリリースした。これはTrueNorthの約4000倍の速度を達成するため最新のハードウェア設計とIBMの2014年式TrueNorthシステムのアプローチをブレンドする。製造されたのと同じ12nmノード・プロセスを使用するGPUと比較した時、ResNet-50またはYolo-v4画像認識タスクを、エネルギーは25分の1かつスペースは5分の1で、約22倍高速に実行できる。224MBのRAMと256プロセッサ・コアが含まれており、1コアあたり1サイクルで8ビット精度では2048回の命令、2ビット精度では8192回の命令を実行できる。これは25～425MHzの間で動作する。これは推論用チップだが、しかしまだGPT-4を処理できない。

## Intel Loihiチップ
インテルの（2017年に生産され、おそらくハワイの海山ロイヒ（Lōʻihi）にちなんで命名された）Loihiと呼ばれる自己学習ニューロモルフィック・チップは、大幅な電力効率を提供する。インテルはLoihiの性能に伍するニューラルネットワークの訓練に必要とされる汎用計算能力が既存品よりも約1000倍、エネルギー効率的であると主張する。理論的には、これによりクラウド接続とは独立して同じシリコン上で機械学習のトレーニングと推論の両方がサポートされ、畳み込みニューラルネットワーク（CNN）や深層学習ニューラル・ネットワークを使用するよりも効率的になる。インテルは人の心拍数を監視し、運動や食事のようなイベント後に測定値を取得し、そしてコグニティブ・コンピューティング・チップを使用してデータを正規化し、「正常な」心拍数を算出するためのシステムを目指している。それはその後の異常を発見できるだけでなく、新しい事態や状態にも対処できる可能性がある。
Loihiチップの初回生産分はIntelの14nm製造プロセスを使用して作成され、各1クラスタにつき1024個の人工ニューロンからなる計128クラスタ、13万1072個の模擬ニューロンを収容する。これは約1億3000万個のシナプスを提供するが、これは人間の脳の800兆個のシナプスにはまだかなり遠く、64×4096コアを使用することで約2億5600万個のシナプスを持つIBMのTrueNorthに比べれば劣る。Loihiは現在、USBフォームファクタとして40以上の学術研究グループの間で研究目的用に利用可能である最近の開発には、（ポホイキとしても知られる、アイザック・ヘイル・ビーチ・パークにちなんだ）ポホイキ・ビーチ（Pohoiki Beach）と呼ばれる64コア・チップが含まれる。
2019年10月、ラトガース大学の研究者はSLAMを解析する際のインテルのLoihiのエネルギー効率を実証する研究論文を発表した。
2020年3月、インテルとコーネル大学は「病気の診断、武器や爆発物類の特定、麻薬類の発見、煙や一酸化炭素の兆候の発見」に役立つ可能性が最終的にある、異なる有害物質を識別するインテルのLoihiの能力を実証する研究論文を発表した。
インテルのLoihi2（2021年9月にリリースした）は、より高速な速度、スケーラビリティを強化するための高帯域幅のチップ間通信、チップあたりの容量の増加、（製造）プロセスのスケーリングにより更にコンパクトなサイズ、およびプログラマビリティの大幅な向上を誇っている。

## SpiNNaker
SpiNNaker（Spiking Neural Network Architecture）は、マンチェスター大学コンピューターサイエンス学部の先進プロセッサ技術研究グループによって設計された超並列メニーコア・スーパーコンピューター・アーキテクチャである。

## 批判
批評家は、（IBMのWatsonの場合のように）部屋ほどの大きさのコンピュータは3ポンドの人間の脳の実行可能な代替品ではないと主張している。何人かは、コンピュータ・リソースはもちろん共通点のない情報源のような、そんなに沢山の要素を単一システムに呼び集めることの困難性を同様に指摘している。
2021年、ニューヨーク・タイムズ はスティーブ・ローアの記事「IBMのワトソンに何が起こったのか?(原題: "What Ever Happened to IBM’s Watson?")」をリリースした。彼はIBM Watsonのいくつかの金額的に高く付いた失敗について書いた。そのうちの1つOncology Expert Advisorと呼ばれる（ガン関連プロジェクト）は、金額が高く付く失敗として2016年に破棄された。コラボ期間中、Watsonは医者のカルテと患者の病歴を解読するのに苦労し、患者データを使用できなかったのである。